# Савар, Режан
Режан Савар (1950-) — канадский библиотекарь.

## Биография
Родился в Канаде. В 1966 году поступил в университет в Торонто, который он окончил в 1971 году, в том же году поступил в университет Лаваля, где в 1973 году он получил степень бакалавра философии, а в 1975 году он получил степень магистра. В 1975 году был принят на работу в Национальную библиотеку Квебека, где он отработал вплоть до 1981 года. В 1981 году был принят на работу в Школу библиотековедения и информационных наук при Монреальском университете, где он работает и поныне.

## Членство в обществах
- Член ALA
- Член ALISE

## Награды и премии
- 2014 — Свиток ИФЛА[2].